# Norwegische Nationalromantik
Die Nationalromantik in Norwegen war eine vielschichtige kulturelle und politische Bewegung in den Intellektuellenkreisen Norwegens in der ersten Hälfte des 19. Jahrhunderts mit einem Schwerpunkt an der Universität Christiania.

## Nationalromantik als Teil der Romantik
Der norwegische Literaturhistoriker Asbjørn Aarseth hat in seinem Werk Romantikken som konstruksjon 1985 mit dem Untertitel „Traditionskritische Studien zur nordischen Literaturgeschichte“ den Begriff Romantik thematisch untergliedert:
1. Sentimentalromantik setzt die empfindsame Dichtung des 18. Jahrhunderts fort, allerdings im Bewusstsein einer Zeitenwende (wie Schillers Über naive und sentimentalische Dichtung).
2. Universalromantik enthält Schlegels Sehnsucht nach der kosmischen Einheit und grenzt an pantheistische Mystik.
3. Vitalromantik betont – u. a. auf dem Organismus-Denken fußend – die Gleichheit oder Verwandtschaft zwischen Pflanzen, Tieren und Menschen. Sie umfasst Sendlings Naturphilosophie, die unbewussten Triebe, die dämonische Selbstentfaltung. (2.–3. entsprechen leidlich René Welleks Kriterien des Naturbegriffs als einer basalen Größe für die Weltanschauung der Romantik und der Imagination als zentralem Moment in der romantischen Poetik.)
4. Nationalromantik bedeutet nationale Gemeinschaft als Variante des Organismus-Denkens mit Einbeziehung einer historischen, altnordisch inspirierten Dimension.
5. Liberalromantik: das Streben nach Freiheit findet sich sowohl in den Forderungen des progressiven Bürgertums als auch in denen der unterdrückten Volksgruppen nach Unabhängigkeit und Selbstverwaltung (dies entspricht der Nationalromantik in der Napoleonischen Zeit und wird nach der Julirevolution erneuert). Sie lässt sich mit dem sogenannten Romantismus zusammenstellen.
6. Sozialromantik umfasst die utopischen Sozialisten (Saint-Simon und Fourier, später auch Marx) und eine gewisse Schwärmerei für Gesellschaftsreformen, z. B. in Kindererziehung oder Formen des Zusammenlebens (wie Almqvists Det går an).
7. Regionalromantik, d. h. Interesse für Volksleben und provinziale Kultur, Landschaften und Topographie, leitet zur Heimatdichtung im späteren Jahrhundert über.[1]

Allen diesen Themen ist gemeinsam, dass sie die Welt als einen Organismus auffassen. Dies wirkt sich dann auch auf die einzelnen Gegenstände aus, so dass sich daraus ergibt, das Volk, den Stamm, die Familie als Organismen zu begreifen. In diesem Denkmuster entsteht dann auch der Begriff der „Volksseele“. Je nach Ausdehnung des Organismusbildes kommt es zur Hervorhebung des einzelnen Volkes als eigenständigen Organismus in Abgrenzung zu den anderen skandinavischen Völkern, oder zum Skandinavismus, der Norwegen, Schweden und Dänemark zu einem im Grunde gemeinsamen Organismus erklärt. Beide Modelle sind in Norwegen virulent gewesen und führten auch zu politischen Kontroversen.
Die nationalromantische Bewegung in Norwegen unterscheidet sich prinzipiell von den nationalromantischen Bewegungen im übrigen Skandinavien und besonders von der in Island. Während dort die Romantik von vornherein mit der Stärkung oder Etablierung der Nation verbunden und auch im Volk verbreitet war, hatte die romantische Idee eines eigenständigen Volksorganismus in Norwegen zunächst keinen Rückhalt in der Bevölkerung. Das Element nationaler Selbständigkeit wurde erst spät und von außen als Folge des Kieler Friedens vom 14. Januar 1814 eingetragen.

## Kulturelle Lage
Um 1814 hatte Norwegen um 900 000 Einwohner, von denen rund 1⁄10 in einer Stadt wohnte. Das Land war arm, wenn auch in normalen Erntejahren keine Not herrschte. Mit der Einführung der Konfirmation 1736 und der Elementarschule 1739 wurde die Lesefertigkeit allgemein verbreitet. Jedoch beschränkte sich die Literatur mit ganz wenigen Ausnahmen auf Katechismen und Psalmenbücher. Die Bevölkerung sah sich als Bewohner eines besonderen geografischen Gebietes des dänischen Reiches. Dies wurde nie in Frage gestellt und war auch kein Thema irgendwelcher Debatten. Norwegische Studenten gründeten 1774 in Kopenhagen die Det Norske Selskab, und obgleich diese Gesellschaft ein Forum für die nationale Selbstverherrlichung wurde, entstand kein politisches Programm für die Loslösung von Dänemark. Der Staat wurde von etwa 2 000 Beamtenfamilien geleitet. Die politische Oberschicht hatte enge verwandtschaftliche Beziehungen zu Dänemark und hatte auch in Kopenhagen die Universität besucht. Das romantische Gedankengut bezog sich daher nicht auf nationale Selbständigkeit, sondern auf das Bewusstsein des eigenen Wertes innerhalb des Reiches und der Verherrlichung der eigenen Vergangenheit. Obgleich die Stimmung innerhalb der unteren Schichten nicht genau bekannt war, wagte es König Frederik aus Furcht vor einem Aufstand in Norwegen zunächst nicht, nach Norwegen die Abtretung Norwegens an Schweden im Kieler Frieden mitzuteilen. Dieser Vorgang traf Norwegen völlig unvorbereitet. Aufgrund der antischwedischen Stimmung, die in Norwegen außer bei den Handelsherren im Ostland vorherrschte, kam es dann zur Selbständigkeitserklärung von Eidsvoll. Obgleich diese Selbständigkeit nur kurz währte und Schweden die Macht übernahm, führten die politischen Ereignisse dazu, dass das Storting in Norwegen nunmehr der Stärkung des eigenen Nationalbewusstseins höchste Priorität einräumte.

## Entstehung des nationalen Gedankens
Bald nach dem Wechsel des Landes unter die schwedische Herrschaft stellte sich die Aufgabe, in Norwegen ein auf Norwegen bezogenes Nationalgefühl zu erzeugen, ein Vorgang, der unter „Nation building in Norwegen“ gesondert behandelt wird. Zunächst begann eine Bildungsoffensive. Treibende Kraft war der Industrielle Jacob Aall. Er war Gründungsmitglied der „Selskap for Norges Vel“ gewesen und hatte sich sehr für die Errichtung einer norwegischen Universität eingesetzt. Er hatte sich nicht nur an der Ausarbeitung der Verfassung beteiligt, sondern gab eine Reihe moralischer Schriften heraus, die das Ziel hatten, durch eine ethische Argumentation im Volk eine nationale Gesinnung hervorzurufen. Daneben befasste er sich mit der Übersetzung und Herausgabe der Königssagas in der Heimskringla. Er finanzierte 1814 die Herausgabe des Orðabók Björns Halldórsonar (ein isländisch-lateinisch-dänisches Wörterbuch), die von dem Sprachforscher Rasmus Christian Rask besorgt wurde. 1824 gab der Dichter und Jurist Anke Bjerregaard die Zeitschrift „Patrioten“ heraus. Auch er war in seinen Werken stark von der Romantik beeinflusst und kann als Vorläufer von dem romantischen Lyriker und Kritiker Welhaven und dem ebenfalls romantischen Lyriker Wergeland gelten.
Die Julirevolution in Frankreich gab der Freiheitsidee neuen Auftrieb. Wergeland übersetzte die französische Freiheitshymne. Aus allen Teilen des Landes kamen Söhne aus Intellektuellenkreisen, meist von Pfarrern, nach Christiania und trafen sich an der Universität. Die politische Debatte wurde von der Altersgruppe der 20- bis 30-Jährigen beherrscht. Auch das Storting wurde bei den Wahlen von 1833 mit neuen Leuten besetzt. Die Bauern wählten erstmals Abgeordnete aus ihren eigenen Reihen, so dass fast die Hälfte der Abgeordneten Bauern waren.

### Die kulturelle Auseinandersetzung
Es bildeten sich zwei Zirkel um jeweils drei Männer: Das Kulturleben wurde durch die Männer Henrik Wergeland, Johan Welhaven und P. A. Munch bestimmt. In der Politik waren dies der Leitende Staatsrat Frederik Stang, der Sprecher der Beamtengruppe im Storting Anton Martin Schweigaard und der der Führer der Bauern im Storting Ole Gabriel Ueland. Diese beiden Gruppen bestimmten das Geistesleben der 1830er Jahre. Politik und Kultur waren ineinander verwoben. Debatten über Dichtung und Ästhetik waren im Grunde politische Debatten, bei denen es im Kern immer um den Begriff der „Freiheit“ ging.
Viele Jurastudenten der Universität in Christiania fühlten sich als Patrioten und bildeten einen Studentenverband. Sie strebten in der Mehrzahl in den Beamtenstand. Insbesondere wurden die Bauern im Storting als Patrioten bezeichnet, die zusammen mit einem Teil der Beamten im Storting die Opposition bildeten. Die Patrioten einte die Verteidigung der Verfassung, die Front gegen die Bürokratie, die Sparsamkeit in den öffentlichen Ausgaben und das Streben nach einer Stärkung und Demokratisierung der lokalen Regierungen. Auf der Gegenseite befanden sich Männer wie Jacob Aall, Welhaven und seine Freunde, die enge Beziehungen nach Dänemark hatten und die als roh empfundene Agitation der Patrioten, die ihre Gegner als Verräter brandmarkten, ablehnten. Sie hießen die „Intelligenz“ (Intelligensen). Sie traten aus dem Studentenverband aus. Protagonisten der Auseinandersetzung wurden Welhaven und Wergeland, die sich gegenseitig in Gedichten angriffen. Die Anhänger der „Intelligenz“ waren mit der politischen Macht alliiert, wenn auch nicht bedingungs- und vorbehaltslos.
Die „Intelligenz“ brachte die Debatte um den Begriff der „Freiheit“ auf die allgemeine Tagesordnung. Welhaven war in der klassischen Tradition aufgewachsen, hatte sich der romantischen Sicht der Dichtung als einer selbständigen, schönen Kunst angeschlossen und meinte, dass man die Freiheit von der Form nur gewinnen könne, wenn man den Zwang der Form durchschritten und überwunden habe. Wergeland nahm für sich eine andere Freiheit in Anspruch, die Freiheit des Genies. Das war die Freiheit, seine Sprache mit Wörtern zu bereichern, die am wirkungsvollsten waren, mit den Bildern, die er als bezeichnend fand, mit Sätzen, die so lang waren, wie er es für nötig hielt, mit erotischen Themen, die weit über das hinausgingen, was man damals für zulässig erachtete. Dass er in einem Gedicht eine Frau sich mit einem Bock paaren ließ, war 1830 unerhört, in den Augen Welhavens eine Todsünde gegen die Poesie. Dieser Streit wurde auch auf dem Gebiet der Kulturpolitik geführt: Es ging darum, welche Dichtung das Volk haben sollte. Die dichterische Form konnte nicht vom Zweck der Dichtung geschieden werden. Welhaven hielt die Dichtung Wergelands für verderblich.

### Malerei

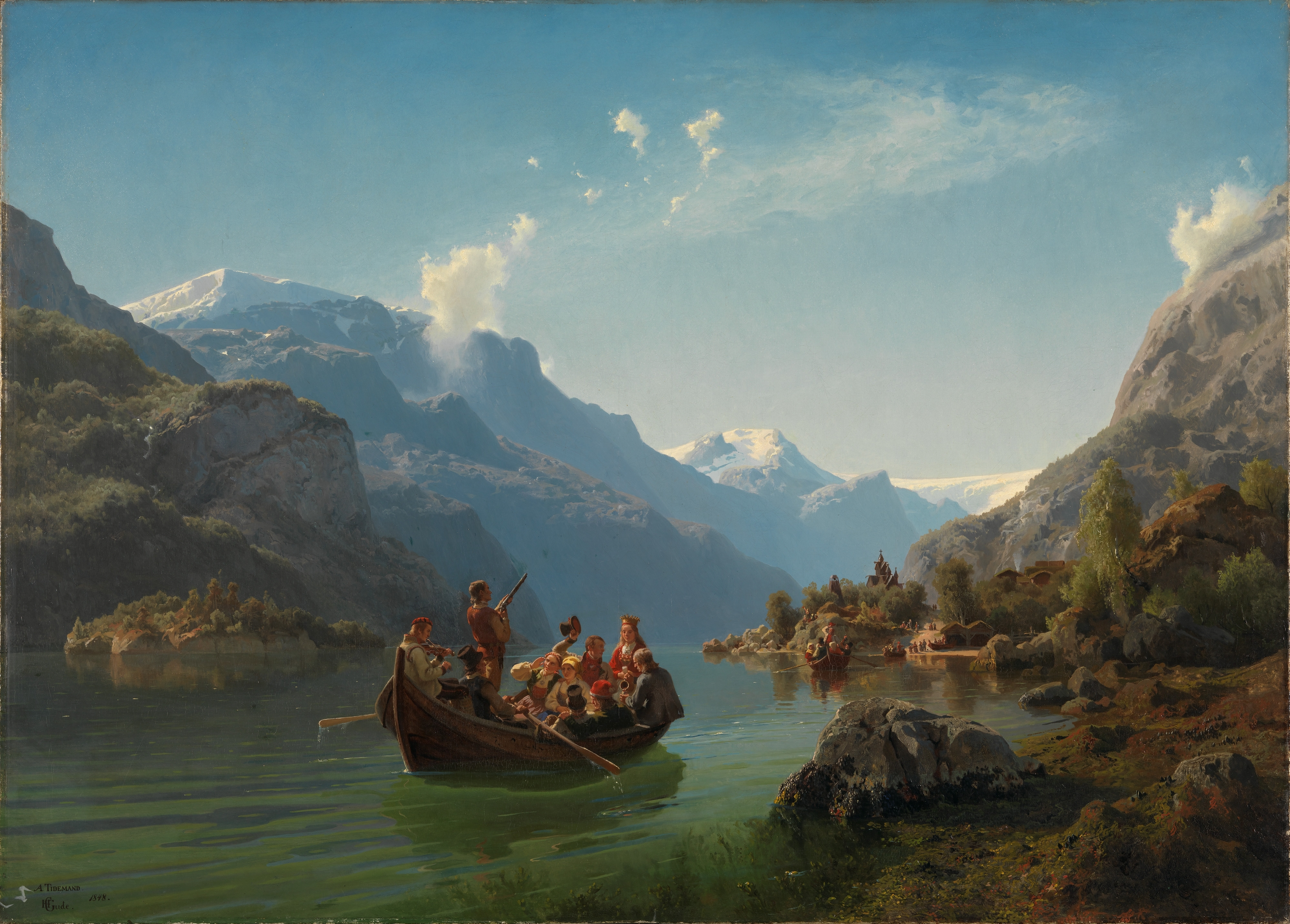
Brautfahrt auf dem Hardangerfjord, 1848 – Das von Tidemand und Gude gemeinsam in romantischer Grundhaltung komponierte Gemälde zeigt die Landschaft Norwegens als die „Schweiz des Nordens“ und verweist mittels einer Szene aus dem Brauchtum Norwegens auf die „Tiefen der Volksseele“.

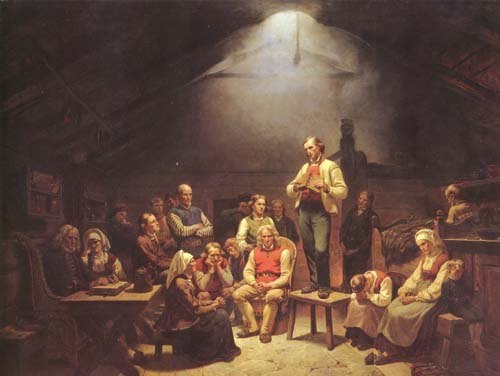
Die Andacht der Haugianer, 1852

Aus der Düsseldorfer Malerschule kommend entwickelten norwegische Landschafts- und Genremaler wie Hans Fredrik Gude und Adolph Tidemand in den 1840er Jahren nationalromantische Bildinhalte. Dies beeindruckte den schwedischen König Oskar I. so tief, dass er ihnen und Joachim Frich 1849 die Ausmalung seines neogotischen Schlosses Oskarshall auftrug und 1850 ein Reisestipendium für schwedische Maler an der Kunstakademie Düsseldorf ins Leben rief. In seinem Hauptwerk Die Andacht der Haugianer (1848) bezog sich Tidemand mittels einer Predigtszene in einem altnorwegischen Rauchhaus (Årestue) auf die religiöse Erweckungsbewegung des norwegischen Laienpredigers Hans Nielsen Hauge (1771–1824), die eng mit der nationalen Selbstbesinnung in Norwegen verbunden war. Wegen des großen Erfolges in Deutschland fertigte Tidemand von dem Bild, das volkskundliche Trachtenstudien und Vorbilder der Düsseldorfer Genremalerei verarbeitete, 1852 eine weitere Fassung für die Nationalgalerie in Oslo. Gemeinsam mit dem Bild Brautfahrt auf dem Hardangerfjord wurde es 1855 auf der Weltausstellung in Paris gezeigt, wo diese Exponate ihrem Schöpfer eine Medaille erster Klasse und die Auszeichnung der Ehrenlegion eintrugen. Auf den von Gude und Tidemand vorbereiteten Pfaden folgten weitere norwegische Maler, etwa Johan Fredrik Eckersberg, Knud Bergslien, Erik Bodom, Lars Hertervig, Anders Askevold, Morten Müller und Hans Dahl.

### Volkspädagogische Maßnahmen
Für Wergeland war die Sprache ein wesentlicher Anknüpfungspunkt für die Entstehung der Nation. In der Zeitschrift Vidar veröffentlichte P. A. Munch einen Aufsatz, in dem er die Meinung vertrat, dass es nur eine gesprochene norwegische Sprache gebe, die aber viele Verzweigungen in Form von dem Altnorwegischen ähnelnden Dialekten habe. Munch als Anhänger der Intelligenzpartei gab zwar zu, dass die zeitgenössische Schriftsprache nicht norwegisch sei, empfand aber die eingedrungene dänische Sprache als ein Geschenk für Norwegen. Wergeland betonte in seiner Antwort den Wert der eigenen Volkssprache für eine Nation und verteidigte sie gegen den „Spracharistokraten“ Munch. Es ging auch hier um das so genannte „ursprüngliche Norwegisch“ gegen eine kosmopolitische Sprache der Gebildeten. Von Wergeland wird auch der Ausspruch berichtet, dass eines Tages die Grenze zwischen Ländern nicht mehr ein Fluss, sondern ein Wort sei. Aber Welhaven lehnte die Volkssprache keineswegs rundherum ab. Auch er hob die nationalen Unterschiede hervor und würdigte die Nationalität als Quelle der Dichtung, was dann in die nationale Romantik führen sollte. Ivar Aasen zog die Konsequenz aus dem Streit um die Sprachreform und entwickelte im Sinne Munchs eine norwegische Sprache auf dem Wege der Dialektforschung. Er lehnte das Angebot eines Stipendiums an der Universität ab, weil er sich auf keinen Fall der städtischen Studentenmode anpassen wollte. Vielmehr behielt er seine bäuerliche Tracht bei. Seine nationale Gesinnung kam dann im Sprachenstreit zur vollen Blüte. In seiner Schrift Om vort Skriftsprog von 1836 legte er sein nationales sprachpolitisches Programm vor. Für ihn war eine eigene nationale Schriftsprache statt des Dänischen unumgänglich. Sowohl aus sozialen als auch aus nationalen Gründen sei es für eine selbständige Nation wichtig, eine eigene Schriftsprache zu haben, die auf den eigenen nationalen Dialekten fußte.
Da die „Volksseele“ Norwegens nicht auf vergangene Geschlechter rekurrieren konnte, da diese von Dänen überlagert waren, mussten die Kulturdenkmäler diese Funktion übernehmen. Dazu eigneten sich vor allem die norrønen Texte. Zum einen repräsentierten sie eine eigenständige Literatur und waren Zeugnis der eigenen Schaffenskraft und der hohen Bildung ihrer Schöpfer. Zum anderen dokumentierten sie die Vergangenheit des Volkes und konnten so die Forderung nach Souveränität untermauern. Aus den Quellen ließ sich entnehmen, dass das norwegische Reich ungefähr gleich alt wie das dänische oder schwedische Reich war. Die ästhetische Würdigung erzeugte das literaturwissenschaftliche, die inhaltliche das historische Interesse, wobei der Geschichtsforschung der bedeutendere Rang für die politische Szene zukam. Das drückte sich darin aus, dass norrøne Texte, die keinen Bezug zu Norwegen hatten, wie die Isländersagas, vernachlässigt wurden.
Das Quellenmaterial wurde gesammelt und nach wissenschaftlichen Standards herausgegeben, übersetzt und kommentiert. Dies geschah in der neugegründeten Universität. Führende Personen waren Rudolf Keyser und seine Studenten P. A. Munch und Carl R. Unger. Keyser unterrichtete an der Universität auch die norrøne Sprache. Es wurden bald drei Kommissionen für die Herausgabe der historischen Quellen gegründet. Zuerst kam die Rechtsgeschichtliche Kommission, die sich mit den alten norwegischen Gesetzen befasste. Dann entstand die Kommission für das Diplomatarium Norvegicum. Als dritte trat die Kommission für den Quellenfonds hinzu, der sich mit den Sagas und der Literatur befasste. Die Aktivitäten aller drei Kommissionen richteten sich auf die Geschichtsforschung. Dies wurde als wichtige nationale Aufgabe betrachtet.
Kern der volkspädagogischen Bildungsarbeit waren die Königssagas der Heimskringla. Sie wurden zuerst von Jakob Aall 1838/1839 übersetzt. Es folgte Munchs Übersetzung 1859. Weitere Auflagen erschienen 1871 und 1881. Aalls und Munchs Plan zur Übersetzung entstand ein gutes Jahrzehnt nach der Übersetzung Grundtvigs in Dänemark. Dabei war die Sprache nicht das Entscheidende, da auch Aall und Munch dänisch schrieben, wenn auch mit Wörtern aus norwegischen Dialekten angereichert. Vielmehr kam es darauf an, dass ein für die norwegische Geschichte maßgebender Text in Norwegen von Norwegern übersetzt wurde.
Ein weiteres Feld war die Malerei. Adolph Tidemand wurde zum Illustrator der Nationalromantik und der Verleger Christian Tønsberg mit seinen prachtvollen Bildbänden über die norwegische Natur und Kultur der Motor. Ein weiterer nationalromantischer Maler war Knud Bergslien, der zum Kreis um Tidemand in Düsseldorf gehörte. Er schilderte die Bauernkultur als Trägerin der alten norwegischen Werte. Der dritte bedeutende Maler der norwegischen Nationalromantik war Johan Fredrik Eckersberg, der mehr in Norwegen arbeitete und dort auch eine Kunstschule betrieb, an der viele Maler ausgebildet wurden.

## Die „nordische“ Sprache
Das Problem einer Nationalsprache entzündete sich am Zustand des norwegischen Theaters. In Christiania kamen im 1827 neu errichteten Theater nur Stücke in dänischer Sprache zur Aufführung, auch weil es keine ausgebildeten norwegisch sprechenden Schauspieler gab, sondern nur Berufsschauspieler aus Kopenhagen. Dies erregte den Unwillen Henrik Arnold Wergelands. Er empfand es insbesondere als unpassend, dass in Stücken, die ihren Stoff aus der norwegischen frühen Geschichte nahmen, Dänisch gesprochen wurde, und schrieb 1834 ironisch an Ridderstad: „Du kannst glauben, es ist traulich, Håkon Jarl und Sigurdur Jorsalafar ‚Københaunsk‘ reden zu hören.“ Er reklamierte auch den norwegischen Anteil an der dänischen Literatur: Ludvig Holberg, die Satiriker Claus Fasting, Johan Herman Wessel, die Epiker Christen Pram, die Lyriker Edvard Storm, Jens Zetlitz, Jonas Rein, Johan Vibe, Christian Braunmann Tullin und Johan Nordahl Brun, die Dramatiker Peter Andreas Heiberg, Envold de Falsen, von denen er behauptete, dass sie in Norwegen geboren seien, was nicht in jedem Fall stimmt, denn De Falsen ist zum Beispiel in Kopenhagen geboren. Auch P. A. Munch trat für eine spezifisch norwegische Schriftsprache ein, die er durch eine „Veredelung“ des am weitesten verbreiteten norwegischen Dialekts zu gewinnen suchte. Er lehnte eine Kunstsprache, die aus allen Dialekten zusammengesetzt wäre, ab. Im Gegensatz zu Munch und Ivar Aasen, wollte er nicht auf eine wissenschaftliche Erarbeitung warten, sondern sofort beginnen, indem er zum Beispiel die Namengebung norwegisieren wollte. Man solle nicht mehr die nichtssagenden biblischen oder christlichen Namen, wie Tobias, Daniel, Michael, Anna und so weiter, auch nicht die danisierten Heiligennamen wie Jørgen, Bent, Nils, Søren verwenden, sondern nationale nordische, bedeutungsvolle Namen Olaf, Håkon, Harald, Sigurd, Ragnhild, Astrid und Ingeborg. Ihm kam es weniger auf die Schriftsprache an, sondern meinte, als erstes müsse die gesprochene Sprache entwickelt werden. Denn die gesprochene Sprache führe zu nationaler Selbständigkeit.

### Dänisch und Norwegisch
Parallel zu den zwei Kulturen Norwegens gab es zwei Sprachen: in der Oberschicht das Dänische, im Rest der Bevölkerung die norwegischen Dialekte. Die Dialekte wurden zwar von der Mehrheit der Bevölkerung gesprochen, hatten aber keine schriftliche Tradition. Die
patriotischen norwegischen Literaten bereicherten ihr Dänisch zwar mit einzelnen volkssprachlichen Ausdrücken, aber der Abstand zwischen den beiden Sprachen blieb beträchtlich.

### Was ist Norwegisch?
In den Jahren nach 1814 entstand eine Diskussion über die Bedeutung des Wortes norsk („norwegisch“). Die gebildeten Norweger benutzten das geschriebene Dänisch als Kultursprache. Einige argumentierten, dass dieses Dänisch auch von norwegischen Schriftstellern wie Ludvig Holberg mitgestaltet worden und somit gemeinsamer Besitz von Dänen und Norwegern sei.
Daher stellte sich die Frage, ob man diese gemeinsame Schriftsprache also als „norwegisch“ bezeichnen solle oder ob man nur die norwegischen Dialekte so bezeichnen dürfe.
In den 1830er-Jahren setzte sich trotz dänischer Proteste die erste Auffassung durch.

### Abgrenzung vom Schwedischen
Der erste Sprachstreit 1816 galt den Sagaübersetzungen von Jacob Aall (1773–1844). Er hatte in seiner Übersetzung einige Begriffe verwandt, die aus den norwegischen Dialekten stammten, die aber auch im Schwedischen vorkamen. Kritiker der Übersetzung sahen darin Zeichen einer drohenden sprachlichen Annäherung an Schweden.

### Nynorsk
Norwegen befand sich Mitte des 19. Jahrhunderts in der Situation, dass man zwar einen eigenen Staat hatte, aber keine eigene Sprache. Man hatte sich notdürftig damit beholfen, dass man die dänische Sprache zur gemeinsamen dänisch-norwegischen Sprache erklärte und norwegisch nannte, aber das war auf Dauer wenig befriedigend. Dies führte zu unterschiedlichen Vorschlägen, das Problem zu lösen.

#### Norwegisierung der Schriftsprache
Einige norwegische Literaten versuchten, ihre dänische Schriftsprache mit norwegischen Dialektausdrücken zu bereichern. Die Mundarten, die zu diesem Norwegisieren des Wortschatzes verwendet werden konnten, hatten kein hohes Ansehen. Zwar war der sprachwissenschaftliche Zusammenhang zwischen dem Altnordischen und den neunorwegischen Dialekten schon bekannt, aber daraus wurden keine nennenswerten Konsequenzen gezogen.
In den 1830er-Jahren eiferten Henrik Wergeland und seine Parteigänger für norskhet („Norwegertum“) auch in der Sprache. Er und seine Anhänger forderten, sich nicht nur politisch, sondern auch sprachlich von Dänemark zu trennen.

#### Wiederbelebung des Altnorwegischen
Peter Andreas Munch, Mitglied der Norwegischen Historischen Schule, sah eine eigene Sprache als das wichtigste Merkmal einer eigenen Nation an. Er schlug 1832 und 1845 vor, die altnorwegische Sprache wiederzubeleben.

#### Erschaffung des Nynorsk durch Ivar Aasen
In den 1840er-Jahren sammelte Ivar Aasen (1813–1896) Dialektmaterial,
woraus er das Landsmål (Nynorsk) schuf, das er als Ersatz des Dänischen propagierte. Als
Romantiker und Sprachwissenschaftler hatte er klare Vorstellungen von Sprachen:
- Die Sprache ist eine Ausdrucksform des Volksgeistes, das heißt, eine eigene Sprache gehört zu einer selbständigen Nation.
- Das Dänische kann nicht norwegisiert werden, weil es einem anderen Volk und Volksgeist entstammt.
- „Richtig“ ist die alte, ursprüngliche, nationale Sprache.
- Die norwegischen Mundarten, wie abweichend voneinander auch, sind mehr oder weniger vollkommene Realisierungen der Sprache aus dem Volksgeist.

Wie die Norwegische Historische Schule knüpfte auch Aasen bewusst an die vor-dänische Zeit an,
die Dänenzeit war seiner Meinung nach nur ein nicht-organisches, nicht dazugehörendes Zwischenspiel, das sprachlich keine Folgen haben brauchte, wenn man den sprachlichen Verfall – besonders im Østlandet und in den Städten – wieder behob.

### Die Sammlung von Sagas und Märchen
1825 wurde in Kopenhagen nach dem Muster der deutschen „Gesellschaft für ältere deutsche Geschichtskunde“ die „Nordiske Oldskriftsselskab“ gegründet. Hauptleiter der Gesellschaft war Professor Carl Christian Rafn. Er nannte als Ziel der Gesellschaft, den vaterländischen Sinn zu wecken und zu stärken. Schon in den ersten Jahren der Gesellschaft gab er eine ganze Reihe Sagas heraus. Sein Bestreben, alle norwegischen und isländischen Sprachdenkmäler unter der Bezeichnung „nordisch“ zusammenzufassen, stieß in Norwegen auf Widerstand. 1832 wurde daher in Norwegen ein Aufruf erlassen, die „Samlinger til det norske Folks Sprog og Historie“ zu unterstützen. Es sei eine patriotische Aufgabe, diese Sammlung in norwegische Hände zu legen, damit „nicht fremdländischer Eifer über Norwegen die Vormundschaft ergreife und die Geschichte Norwegens auf fremdem Boden mit fremder Hand und mit fremdem Herzen schreibe.“ 1833 veröffentlichte Andreas Faye die Norske Folke Sagn. Er folgte dem von den Gebrüdern Grimm vorgezeichneten Ziel, jedes Stück Folklore in seiner ursprünglichen Fassung zu erhalten. Nachdem Peter Christen Asbjørnsen und Jørgen Moe die Norske Folke-Eventyr veröffentlicht hatten, verfasste Welhaven seine nationalen Balladen. Die Sprache, in der die Norske Folke-Eventyr überliefert waren, war unliterarisch, andererseits verfügte die Schriftsprache über keinen nationalen Stil. Daher entwickelten Asbjørnsen und Moe einen Stil, der aus Schriftsprache und Volkssprache zusammengesetzt war. Dieser Stil verlieh den Volksmärchen ihren nationalen Wert.
Aber es begann auch die Entwicklung einer eigenständigen norwegischen Schriftsprache. Während Munch vorgeschlagen hatte, einen norwegischen Dialekt zur Ausgangsbasis zu nehmen, erklärte Ivar Aasen, dass man die neue norwegische Sprache aus allen Dialekten als gleichberechtigte Quellen zusammensetzen müsse.
Eine der ersten größeren Arbeiten, die auf Nynorsk erschienen, war Steinar Schjøtts Übersetzung der Heimskringla. Die große Zahl der Übersetzungen und deren Auflagen gibt ein Zeugnis für die Verbreitung und das Interesse an diesem Werk im 19. Jahrhundert. Aber erst zur Jahrhundertwende zum 20. Jahrhundert erreichte die Heimskringla ihren eigentlichen Durchbruch durch die epochemachende Übersetzung von Gustav Storm, die 1899 erschien.

### Die Einwanderungstheorie
Keyser und Munch hatten den Auftrag von der norwegischen Regierung, in Kopenhagen die alten norwegischen Gesetze zu kopieren. Sie glaubten, in den alten Vorschriften zum bürgerlichen Recht das alte norwegische Empfinden freilegen zu können. Keyser kannte die philologischen Untersuchungen Rasmus Christian Rasks und entwickelte die Theorie, dass eine formenreiche Sprache mit schwach entwickelter Syntax auf ein hohes Alter der betreffenden Sprachstufe hinweise. Er kam zu dem Schluss, dass das Altnordische das eigentliche Norwegisch sei. Die Länder, die sich dieser Sprache bedienten, seien von Norwegen aus besiedelt worden. Die norrøne Rasse habe die skandinavische Halbinsel von Norden aus bis an die deutsche Grenze besiedelt. Außerdem entnahmen sie dem synonymen Gebrauch von Normanni und Dani für die Wikinger in den französischen und deutschen Quellen und von Norrønir, Norvegr und Nordvegir in den Sagas, dass die Autoren des 10. Jahrhunderts die gesamte Volksgruppe unter dem Begriff „norwegisch“ zusammengefasst hätten. In jener Zeit seien unter dem Namen „Norweger“ auch Dänen und Schweden verstanden worden. So glaubten sie, zu einer reinen norwegischen Menschenrasse vorstoßen zu können. Was alt ist, müsse auch gut sein, und das Gute zeichnete sich durch Einfachheit, Unvermischtheit, Reinheit aus. Schøning ging sogar so weit zu behaupten, dass Norwegen die „Vagina gentium“ sei. Da Island eine norwegische Kolonie gewesen sei, sei Isländisch in Wahrheit Norwegisch und die Dänen seien norwegische Auswanderer. Ziel dieser Theorien war es, die Überlegenheit und Reinheit des norwegischen Volkes zu belegen, was dem norwegischen Nationalbewusstsein großen Auftrieb gab.
Die Einwanderungstheorie konnte damals nicht widerlegt werden. Aber sie erbitterte die dänischen Gelehrten. Hinzu kam noch, dass Keyser und Munch behaupteten, dass es eine gotische oder deutsche Gruppe aus dem Süden in Dänemark gegeben habe, was angesichts der deutschen Bestrebungen in Schleswig-Holstein besonders unwillkommen war.
Allen damaligen Historikern war die metaphysisch-teleologische Sicht der Romantik auf die Geschichte gemeinsam. Die Geschichte hatte ein „Ziel“. Das Gute siegt letztendlich über das Böse, der Held nimmt sein Geschick in die eigene Hand, und der Held war in diesem Fall das norwegische Volk.

## Der Ausklang der Nationalromantik
Die Nationalromantik hatte ihre Hochzeit um 1845 bis 1850.
Auf literarischem Gebiet machen sich in den 1850er Jahren Skepsis und Zweifel breit, und das waren keine romantischen Grundhaltungen. Der Dichter und Philosoph Søren Kierkegaard wurde einflussreicher, in geringerem Maße Satiriker wie Heinrich Heine.
Auf dem Gebiet der Bildenden Künste wirkte die Nationalromantik länger: Die historisierenden Stile, besonders die Neugotik, sind wohl nicht denkbar ohne die Romantik. Typisch für Norwegen ist der Drachenstil in den 1890er-Jahren. Dies war der einzige Neo-Stil, der auf altnorwegischen Elementen beruhte. Als die Personalunion mit Schweden 1905 aufgelöst wurde, geriet der Drachenstil in den Hintergrund. Er war nicht nur eine Mode in der Kunst, sondern auch ein Ausdruck der anti-unionistischen Haltung vieler Norweger vor 1905. Nach der Unionsauflösung 1905 war seine politisch-demonstrative Funktion nicht mehr nötig.